# Vũ Thị Ngọc Nguyên
Thái phi Vũ Thị Ngọc Nguyên (chữ Hán: 太妃武氏玉源, 21 tháng 3 năm 1689 - 8 tháng 11 năm 1751), còn có tên là Vũ Thị Ngọc Quyến hay Vũ Thị Ngọc Mị, tục gọi là Bà chúa Me, là vương phi của chúa Trịnh Cương, sinh mẫu của hai vị chúa Trịnh Giang và Trịnh Doanh trong lịch sử Việt Nam.

## Thân thế
Bà Thái phi là con gái của ông Tuấn Trạch công Vũ Tất Tố, nguyên quán ở thôn Mi Thử, huyện Đường An, trấn Hải Dương (nay là thôn Phục Lễ xã Vĩnh Hồng huyện Bình Giang, tỉnh Hải Dương). Bà  sinh ngày 21 tháng 3 âm lịch, năm thứ 10 Chính Hòa đời vua Lê Hy Tông. Năm 18 tuổi (1706), được tuyển làm vợ của đức Hy Tổ Nhân vương Trịnh Cương, phong hiệu là Chiêu viện (昭媛), sau là chính phi. Bà lần lượt hạ sinh cho chúa 2 người con trai là đức Dụ Tổ Thuận vương Trịnh Giang (1711) và Nghị Tổ Ân vương Trịnh Doanh (1719) cùng 1 người con gái là Thái trưởng quận chúa Trịnh Thị Ngọc Cư. Ngoài ra bà còn nhận nuôi hoàng tử thứ 11 của vua Lê Dụ Tông là Lê Duy Thận.
Ngày 21 tháng 9 ÂL năm thứ 12 Cảnh Hưng đời vua Lê Hiển Tông, tức 8 tháng 11 năm 1751, Vương thái phi Vũ thị qua đời, hưởng thọ 63 tuổi, ban tên thụy là Từ Đức, an táng ở thôn Thanh Chương, xã Kim Hoạch, huyện Thụy Nguyên (nay là huyện Thiệu Hóa), trấn Thanh Hoa. Đến đời Tĩnh vương Trịnh Sâm thì dời mộ phần sang xã Bổn Thủy, huyện Vĩnh Lộc.

## Điều khiển quần thần lập chúa
Năm 1729, chúa Trịnh Cương mất, Thế tử Uy quận công Trịnh Giang là con trưởng lên ngôi chúa, tôn phong Tổ mẫu Trương Thị Ngọc Chử làm Thái tôn Thái phi, còn bà Ngọc Nguyên tôn làm Vương thái phi. Đương thời chúa Trịnh Giang tính tình bạo ngược vô đạo, có hành vi dâm ô với vợ lẽ của tiên vương Trịnh Cương là bà Kỳ viên họ Đặng. Thái phi biết chuyện, bèn ép bà Kỳ viên phải tự sát. Năm 1735, vua Lê Thuần Tông mất, Trịnh Giang đưa Lê Duy Thận lên làm vua, tức Lê Ý Tông.
Do chúa Trịnh Giang làm nhiều việc vô đạo dẫn đến bị sét đánh gần chết, sinh ra chứng bệnh kinh quý (sợ sấm sét), lại nghe lời hoạn quan Hoàng Công Phụ xây cung Thưởng Trì ở dưới lòng đất để tránh tiếng sấm. Từ đó chúa không còn thiết gì đến chính sự, tối ngày chui rúc trong cung Thưởng Trì. Vương đệ là Trịnh Doanh khi đó là Ân quốc công, là người kiêm tài văn võ, được giao phó giữ chính quyền, nhưng bị Hoàng Công Phụ ngăn trở không thể nắm được thực quyền Trước tình hình đó, vào đầu năm 1740, Thái phi cho triệu Bồi tụng Nguyễn Quý Cảnh vào phủ, bảo Quý Cảnh đứng ra khuyên Trịnh Doanh lên thay Trịnh Giang để trừ hoạn nạn trong cung phủ. Quý Cảnh ngầm biên tiên hương binh, dự chia thành từng bộ phận, rồi nhân lúc nhàn rỗi nói với Doanh, nhưng Trịnh Doanh còn do dự. Quý Cảnh đem việc ấy nói với Bồi tụng Nguyễn Công Thái và thân thần là bọn Trịnh Đạc, Vũ Tất Thận, Nguyễn Đình Hoàn, cùng tán thành cả. Nhân ngày Khai bảo (trăm quan vào triều sau kỳ nghỉ Tết), bọn Quý Cảnh đưa Trịnh Doanh vào phủ đường phò lập lên nối ngôi giữ quốc chính. Doanh nhún nhường nhiều lần rồi chấp thuận, xưng là Minh Đô vương, tôn Trịnh Giang làm Thái thượng vương.

## Điều binh, khiển tướng bảo vệ kinh thành
Lúc bấy giờ trong kinh ngoài trấn nông dân đứng lên dựng cờ khởi nghĩa khắp nơi, chống lại chính quyền họ Trịnh. Chúa Trịnh Doanh sau khi lên ngôi quyết tâm đánh diệt tất cả những cuộc khởi nghĩa này. Mỗi khi ngự giá của chúa xuất kinh, đều do Vũ Thái phi lo liệu việc trong triều. Mùa đông năm 1741, nhân chúa mang đại quân đánh dẹp bọn giặc Vũ Đình Dung ở Ngân Già, quân Ninh Xá của Nguyễn Cừ nhân sơ hở mà tiến quân vào Bồ Đề, uy hiếp Thăng Long. Trong thành khi đó không có quân, lòng người rất lo sợ. Con gái bà là Thái trưởng Công chúa Ngọc Cư vào tâu xin bà hãy tạm lánh ra ngoài, bà không đồng ý, bảo rằng
"Vương thượng đi đánh dẹp phương nam, ta là Quốc mẫu lại tránh ra ngoài, thì Kinh sư coi như không còn".
Bà lại điều khiển bọn Vương thân là Trịnh Đạc chiểu theo địa giới giữ bốn cửa thành; lại phân phối sai quan văn là bọn Phạm Kinh Vĩ, Nguyễn Bá Quýnh đem hết dân cư ngoài thành ra bến sông bố trí hàng ngũ, để làm nghi binh, đề lãnh Đặng Đình Mật đem quân trong cơ của mình sang qua sông, đánh với quân Ninh Xá nhưng bị bại phải quay về. Diệu quân công Trần Cảnh ở Lang Tài, Dận quận công Đặng Đình Miên ở Sơn Tây biết tin đều đem quân đi đêm vào hộ vệ kinh thành, vì thế, giặc mất hết nhuệ khí. Chúa Trịnh Doanh vừa diệt được giặc Ngân Già lại nghe tin cấp báo từ kinh thành đưa đến, cũng vội vã quay về kinh. Giặc đều phải bỏ chạy, vì thế kinh sư được yên ổn.

## Thái phi Vũ Thị Ngọc Nguyên và cái tên Đền Bà Kiệu
"Huyền Chân Từ" là ngôi Đền cổ có từ thế kỷ 17, sau này mang tên là Đền Bà Kiệu và hiện nay tọa lạc tại số 59 phố Đinh Tiên Hoàng, phường Lý Thái Tổ, quận Hoàn Kiếm, Hà Nội. Đền được công nhận Di tích lịch sử, văn hóa quốc gia năm 1994. Theo bia "Trùng tu Huyền Chân Từ bi ký" dựng vào năm Tự Đức 19 (1866)  thì Đền Huyền Chân, nguyên thuộc đất làng Tả Vọng, huyện Thọ Xương và được xây dựng từ đời Lê Trung hưng, thờ ba vị nữ thần là Liễu Hạnh công chúa, Đệ nhị Ngọc nữ Quỳnh Hoa và Đệ tam Ngọc nữ Quế Hoa.
Theo Vũ Tộc phả ký, Vũ Trịnh chi tộc phả ký 1514-2024 và Thần phả tại Đền Bà Kiệu, Thái phi Vũ Thị Ngọc Nguyên được thờ là hậu thần tại đây vì Bà là người có nhiều công lao trong việc sửa sang, tu tạo, đặc biệt có duyên với ngôi Đền này. Sinh thời, Bà thường xuyên đến Đền bằng kiệu, khi đến Đền thì xuống kiệu tự tay bưng, dâng lễ. Bà có nguyện vọng sau khi thác, được ký hậu vào Đền để được thị cận Tiên chúa. Sau khi Bà mất, theo di nguyện của Bà, triều đình đã Ký hậu tại Hậu thần điện Đền Huyền Chân và từ đó người dân gọi Đền Huyền Chân theo tên dân dã là Đền Bà Kiệu, ý nói ngôi đền của người phụ nữ ngồi trên kiệu. Hàng năm người dân vẫn giữ tục rước lễ lên Đền Huyền Chân lễ Thánh mẫu và bà Thái phi Vũ Thị Ngọc Nguyên. Tục lệ này đã có từ ngay sau khi Bà mất cho đến nay. 

## Đánh giá
Thái phi Vũ Thị Ngọc Nguyên là người phụ nữ xinh đẹp, được sinh ra ở một vùng đất cũng xếp vào hàng địa linh nhân kiệt, trong một gia đình, dòng họ hiển hách, nhiều đời làm võ quan, võ tướng của triều đình phong kiến. Chính truyền thống của quê hương, dòng họ đã đưa Bà trở thành người phụ nữ, vợ chúa Trịnh, mẹ chúa Trịnh Doanh tài giỏi.
Vì vừa là vợ của chúa, vừa có hai con trai là chúa lại có công lao trong việc nuôi dưỡng vua Lê Ý Tông nên Bà được tôn phong  là Ý công Hậu Đức Trang hạnh Đoan nghi Khuông vận Diễn phúc Hoàng du Dụ trạch Sùng cơ Thái từ Quốc Thánh Mẫu, một tôn hiệu cao quý, không có nhiều trong hàng nghìn năm phong kiến Việt Nam.
Trong sự nghiệp của mình, Thái phi 2 lần định mưu kế cứu nguy cho cơ đồ họ Trịnh. Sau này, một vị vua nhà Nguyễn cũng phải có lời khen rằng: "Vũ Thị cũng là một người anh kiệt trong phái phụ nữ, cho nên mới có thể mấy lần định được kế mưu lớn" (có ý khen Thái phi Vũ Thị một lần chủ trương lập Trịnh Doanh và một lần điều khiển các tướng bảo vệ kinh thành).
Trong văn hóa Á Đông, đạo Mẫu có ảnh hưởng lớn đến đời sống xã hội. Vai trò, vị trí của người vợ, người mẹ rất quan trọng trong gia đình, ảnh hưởng lớn tới những quyết định lớn của chồng hoặc hình thành tính cách của các con cái ở bên ngoài xã hội. Vì thế, có thể nói, những quyết định, sách lược, nhất là những cải cách tích cực của chúa Trịnh Cương trong thời gian ở ngôi chúa ít nhiều cũng bị ảnh hưởng từ chính người vợ, Thái phi Vũ Thị Ngọc Nguyên.
Hiện nay Thái phi Vũ Thị Ngọc Nguyên đang được phụng thờ tại ba nơi: (1). Đền Bà Kiệu, quận Hoàn Kiếm, Hà Nội; (2). Đền Bà Chúa tại thôn Tổ hỏa, xã Lý Thường Kiệt, tỉnh Hưng Yên (được xếp hạng Di tích lịch sử cấp tỉnh năm 2002) và (3). Đền Bà chúa Me Vũ Thị Ngọc Nguyên tại thôn Phục Lễ, xã Vĩnh Hồng, Bình Giang, Hải Dương (được xếp hạng Di tích lịch sử cấp tỉnh năm 2019 theo Quyết định số 333/QĐ-UBND ngày 22/01/2019 của Ủy ban nhân dân tỉnh Hải Dương).

### Danh mục nguồn
- Quỳnh Cư, Đỗ Quốc Hùng (2005), Các triều đại Việt Nam, Hà Nội: Nhà xuất bản Thanh niên
- Trịnh Như Tấu (1933). Trịnh Gia chính phả. Hà Nội: Nhà in Ngô Tử Hạ.
- Trịnh Danh Mai (1914). Vũ Tộc phả ký. Bản dịch Hán Nôm.
- Đền Bà Kiệu. Văn bia về việc trùng tu Đền Huyền Chân. Bản dịch Hán Nôm.
- Quốc sử quán triều Nguyễn (1998), Khâm định Việt sử Thông giám Cương mục (PDF), Hà Nội, Bản gốc (PDF) lưu trữ ngày 23 tháng 1 năm 2022, truy cập ngày 24 tháng 8 năm 2023{{Chú thích}}:  Quản lý CS1: địa điểm thiếu nhà xuất bản (liên kết)
- Phan Huy Chú (2007), Lịch triều Hiến chương loại chí, tập một (Tổ phiên dịch viện sử học phiên dịch và chú giải), Hà Nội: Nhà xuất bản Giáo dục
- Ngô Thế Long (2006). Viện Việt Nam học và khoa học phát triển, Đại học Quốc gia Hà Nội (biên tập). Đặng gia phả hệ Toản chính thực lục và Đặng gia phả ký tục biên, Lương Xá – Hà Tây 鄧家譜系纂正實錄, 鄧家譜記續編 (bằng tiếng Việt, Pháp, và Trung). Nhà xuất bản Thế giới. OCLC 75256727. {{Chú thích sách}}: Kiểm tra giá trị |editor-first= (trợ giúp)
- Vũ Xuân Hùng (2024), Hai bà chúa xứ Me-Quê hương, gia đình và sự nghiệp, Hà Nội: Nhà xuất bản Lao động.
- Trịnh Vũ Anh Xuân (2024), Vũ Trịnh chi tộc phả ký 1519-2024, Hà Nội: Nhà xuất bản Thông tin và Truyền thông.